# Mandy Walker
 (mars 2023).
Si vous disposez d'ouvrages ou d'articles de référence ou si vous connaissez des sites web de qualité traitant du thème abordé ici, merci de compléter l'article en donnant les références utiles à sa vérifiabilité et en les liant à la section « Notes et références ».
Pour les articles homonymes, voir Walker.
Amanda « Mandy » Walker, née en 1963 (date exacte inconnue) à Melbourne (Victoria, Australie), AM, ACS (en), ASC, est une directrice de la photographie australienne.

## Biographie
Éduquée dans son pays natal, Mady Walker s'y forme comme chef opératrice, son premier film à ce titre sortant en 1988. Partageant sa carrière entre l'Australie et les États-Unis (étant désormais installée à Santa Monica, en Californie), elle dirige donc les prises de vues de films australiens, américains ou en coproduction.
Parmi ses films notables, mentions Le Puits de Samantha Lang (1997, avec Miranda Otto), Australia (2008, avec Nicole Kidman et Hugh Jackman) et Elvis (2022, avec Austin Butler dans le rôle-titre et Tom Hanks), tous deux réalisés par Baz Luhrmann, ou encore Les Figures de l'ombre de Theodore Melfi (2016, avec Taraji P. Henson et Kevin Costner).
Elle est membre de l'Australian Cinematographers Society (en) (ACS) depuis 1999 et de l'American Society of Cinematographers (ASC) depuis 2011, et membre honoraire de l'Ordre d'Australie (AM) depuis 2021.
Mandy Walker obtient de nombreuses nominations et récompenses durant sa carrière (voir sélection ci-dessous), notamment pour Elvis précité.

## Filmographie partielle
- 1996 : Love Serenade de Shirley Barrett (en)
- 1997 : Le Puits (The Well) de Samantha Lang
- 2001 : Lantana de Ray Lawrence
- 2003 : Le Mystificateur (Shattered Glass) de Billy Ray
- 2008 : Australia de Baz Luhrmann
- 2010 : Le Chaperon rouge (Red Riding Hood) de Catherine Hardwicke
- 2011 : Sortilège (Beastly) de Daniel Barnz
- 2013 : Tracks de John Curran
- 2015 : Truth : Le Prix de la vérité (Truth) de James Vanderbilt
- 2015 : Jane Got a Gun de Gavin O'Connor
- 2016 : Les Figures de l'ombre (Hidden Figures) de Theodore Melfi
- 2017 : La Montagne entre nous (The Mountain Between Us) de Hany Abu-Assad
- 2020 : Mulan de Niki Caro
- 2022 : Elvis de Baz Luhrmann
- 2025 : Blanche-Neige (Snow White) de Marc Webb

## Distinctions (sélection)

### Nominations
- 2023 : Nomination au British Academy Film Award de la meilleure photographie, pour Elvis
- 2023 : Nomination à l'Oscar de la meilleure photographie, pour Elvis

### Récompenses
- 2008 : Satellite Award de la meilleure photographie gagné, pour Australia
- 2008 : St. Louis Film Critics Association Award de la meilleure photographie gagné, pour Australia
- 2023 : American Society of Cinematographers Award de la meilleure photographie pour un film gagné, pour Elvis